# نپوموک
نپوموک (به چکی: Nepomuk) یک منطقهٔ مسکونی و شهرستان دارای شهرک سابقاً روستا در جمهوری چک است که در Plzeň-South District واقع شده‌است. نپوموک ۳٬۶۸۴ نفر جمعیت دارد.

## خواهرخوانده
شهرهای امیش، کرواسی، آنیکشیای، هوکوالدی، کمناث، کروپینا، رورموند و Wisła خواهرخوانده‌های نپوموک هستند.